# Aprilynne Pike

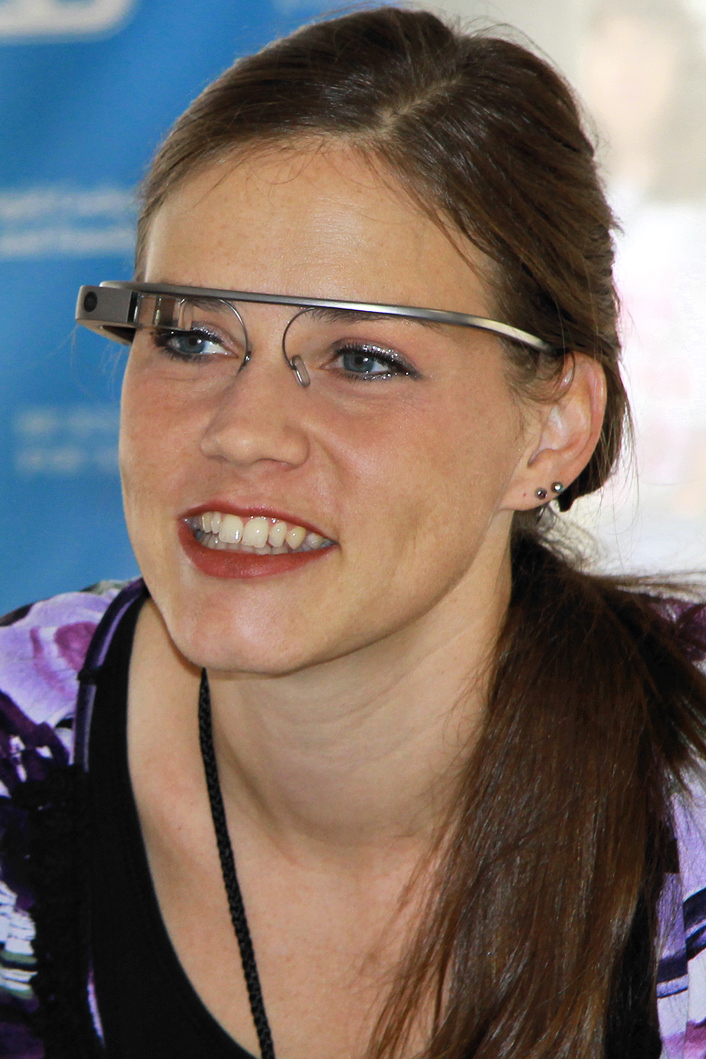
Aprilynne Pike im Jahr 2013 beim Texas Book Festival in Austin

Aprilynne Pike (* 1981 in Salt Lake City, Utah, Vereinigte Staaten) ist eine US-amerikanische Autorin, bekannt für ihren Debüt-Roman Elfenkuss (engl. Originaltitel: Wings), der erstmals am 5. Mai 2009 in englischer Sprache veröffentlicht wurde. Ihr erster Roman erreichte den ersten Platz auf der „Children’s Best Seller List“, einer Unterkategorie der von der The New York Times herausgegebenen Best Seller List. Damit war Pike die bestverkaufende nichtprominente Debüt-Kinderautorin des Jahres 2009. Ihr zweiter Roman Elfenliebe (Originaltitel Spells), der am 4. Mai 2010 auf den Markt kam, schaffte es ebenfalls auf die New-York-Times-Bestsellerliste.

## Leben
Aprilynne Pike wurde in Salt Lake City geboren und wuchs in Phoenix (Arizona) auf.  Im Alter von zwanzig Jahren erwarb Pike am Lewis-Clark State College in Lewiston (Idaho) den Abschluss Bachelor of Arts im Fachbereich Kreatives Schreiben.

## Einflüsse
Pike gab mehrere Autoren an, die ihr Schreiben beeinflussten, darunter die Jugendbuchautorinnen Lois Lowry und Stephenie Meyer, die Pikes Debüt-Roman im Klappentext bewarb.

## Werke
Die Elfen-Romane, Übers. Anne Brauner
1. Elfenkuss. 2010, ISBN 978-3-570-13884-7 (Wings, 2009)
2. Elfenliebe. 2011, ISBN 978-3-570-13885-4 (Spells, 2010)
3. Elfenbann. 2012, ISBN 978-3-570-13886-1 (Illusions, 2011)
4. Elfenglanz. 2013, ISBN 978-3-570-13887-8 (Destined, 2012)

Die Göttin-Reihe, Übers. Karen Gerwig
1. Der Kuss der Göttin. 2013, ISBN 978-3-570-15618-6 (Earthbound, 2013)
2. Die Liebe der Göttin. 2014, ISBN 978-3-570-15775-6 (Earthquake, 2014)

Dangerous Visions Serie
1. Übers. Karen Gerwig: Dangerous Visions – Es liegt in deiner Hand. 2015, ISBN 978-3-570-15994-1 (Sleep No More, 2014)
2. Sleep of Death. 2014 (noch nicht auf Deutsch erhältlich)

Einzelbände
- Life After Theft. 2013 (noch nicht auf Deutsch erhältlich)